# 雷士旃
雷士旃（1446年—？），字元芳，福建泉州府建安縣（今屬建甌市）人，明朝政治人物。

## 生平
早年出身府學生。成化十年（1474年），福建甲午乡试中舉。成化十一年（1475年）乙未科會試第二百二名，殿試登進士第二甲第二十三名，授浙江按察司佥事。

## 家族
曾祖父雷境。祖父雷鎡。父亲雷江。